# Alan Eber Armenta Vega
Alan Eber Armenta Vega (ur. 14 kwietnia 1986) – meksykański wioślarz.

## Osiągnięcia
- Mistrzostwa Świata – Linz 2008 – jedynka wagi lekkiej – 17. miejsce[1].
- Mistrzostwa Świata – Poznań 2009 – czwórka podwójna wagi lekkiej – 5. miejsce[1].